# Nakhon Ratčasima
Nakhon Ratčasima (RTGS: Nakhon Ratchasima, thajsky: นครราชสีมา) je město v Thajsku. Nachází se asi 200 km na severovýchod od Bangkoku. V roce 2011 mělo 166 217 obyvatel. Je centrem metropolitní oblasti, čítající přes 400 000 obyvatel. Město je také známé pod zkráceným názvem Khorat či Korat (thajsky: โคราช).
V roce 2020 se ve městě odehrál masakr střelnou zbraní, způsobený vojákem královské armády, což mělo za následek 30 mrtvých včetně pachatele. V thajské historii šlo o největší masovou střelbu.
V oblasti se nachází také množství významných paleontologických lokalit (s fosiliemi dinosaurů) v rámci geologického souvrství Khok Kruat.